# Alicja Curanović
Alicja Cecylia Curanović z domu Dawidowska (ur. 16 września 1981) – polska politolożka, profesor nauk społecznych specjalizująca się w polityce zagranicznej Rosji, stosunkach w Europie Środkowo-Wschodniej oraz w znaczeniu czynnika religijnego w stosunkach międzynarodowych, wykładowczyni Uniwersytetu Warszawskiego.

## Życiorys
Ukończyła w 2005 stosunki międzynarodowe (praca: Idea solidarności słowiańskiej w polityce zagranicznej Federacji Rosyjskiej), a w 2006, w ramach Międzywydziałowych Indywidualnych Studiów Humanistycznych UW, Wydział Prawa i Administracji (Świadomość religijna a postawy wobec prawa wyznawców prawosławia w III RP) na Uniwersytecie Warszawskim. We wrześniu 2009 na Wydziale Dziennikarstwa i Nauk Politycznych UW obroniła z wyróżnieniem doktorat pt. Czynnik religijny w polityce zagranicznej Federacji Rosyjskiej (promotor – prof. Stanisław Bieleń). W 2019 habilitowała się na UW z nauk społecznych w zakresie nauk o polityce, specjalność stosunki międzynarodowe i nauki o polityce, na podstawie cyklu publikacji Tożsamość jako przesłanka aktywności międzynarodowej na przykładzie współczesnej Rosji. W 2025 otrzymała tytuł profesora nauk społecznych w dyscyplinie stosunki międzynarodowe.
Jej zainteresowania naukowe obejmują: znaczenie tożsamości, statusu i percepcji dla aktywności międzynarodowej państw, bezpieczeństwo ontologiczne, mesjanizm i czynnik religijny w polityce zagranicznej, politykę zagraniczną Rosji, stosunki międzynarodowe na obszarze poradzieckim i w Europie Środkowej.
Zawodowo związana z Zakładem Historii i Teorii Stosunków Międzynarodowych Instytutu Stosunków Międzynarodowych UW. Od 2010 jako adiunktka. Po reorganizacji Wydziału w 2019 znalazła się w Katedrze Studiów Wschodnich Wydział Nauk Politycznych i Studiów Międzynarodowych Uniwersytetu Warszawskiego.
Stypendystka Fundacji na rzecz Nauki Polskiej dla młodych uczonych (program START 2011 i 2012). Laureatka Stypendium Ministra Nauki i Szkolnictwa Wyższego dla Młodych Wybitnych Naukowców (2014–2016).
Odbyła staże oraz prowadziła badania m.in. w Harriman Institute na Uniwersytecie Columbia, MGIMO, Uniwersytecie Stanforda (stypendium Fundacji Kościuszkowskiej), Rosyjskim Państwowym Uniwersytecie Nauk Humanistycznych w Moskwie, Davis Center for Russian and Eurasian Studies Uniwersytetu Harvarda (jako profesor wizytująca Fundacji Fulbrighta).

## Wybrane monografie
- Prezydent on-line. Wizerunek głowy państwa w odbiorze społecznym w przestrzeni poradzieckiej. Kazus Rosji na tle wybranych państw WNP, Warszawa: Rambler, 2016 (wspólnie z Szymonem Kardasiem).
- The Religious Factor in Russia’s Foreign Policy, London-New York: Routledge, 2012.
  - poprawiona i uzupełniona wersja: Czynnik religijny w polityce zagranicznej Federacji Rosyjskiej, Warszawa: Wydawnictwa Uniwersytetu Warszawskiego 2010.
- Rosja w WikiLeaks, Warszawa: Wydawnictwo Naukowe Scholar, 2011 (wspólnie z Szymonem Kardasiem).
- Czynnik religijny w polityce zagranicznej Federacji Rosyjskiej, Warszawa: Wydawnictwa Uniwersytetu Warszawskiego, 2010.
- Aktywność Federacji Rosyjskiej w regionie Arktyki w kontekście rywalizacji mocarstw, Instytut Europy Środkowo-Wschodniej, Lublin 2010.
- Polityka zagraniczna Federacji Rosyjskiej w okresie prezydentury Władimira Putina: próba bilansu, Warszawa: Instytut Stosunków Międzynarodowych, 2008 (wspólnie z Szymonem Kardasiem i Radosławem Alfem).